# Eusebi Escolàstic
Eusebi Escolàstic (en llatí Eusebius Scholasticus) fou un historiador grec que va viure vers el 400, ja que va ser testimoni directe de la guerra entre els romans i el rei got Gaines (Gainas). Va ser seguidor del sofista Troile.
Va escriure una història de la guerra gòtica en vers hexàmetre en quatre llibres. La seva obra, que va ser molt popular en el seu moment, no s'ha conservat.